# Citharexylum donnell-smithii
Citharexylum donnell-smithii là một loài thực vật có hoa trong họ Cỏ roi ngựa. Loài này được Greenm. mô tả khoa học đầu tiên năm 1907.